# Vérkhniaia Baigorà
Vérkhniaia Baigorà (en rus: Верхняя Байгора) és un poble de l'óblast de Vorónej, a Rússia, segons el cens del 2010 tenia 396 habitants.